# Macedonio di Tessalonica
Macedonio di Tessalonica, in greco Μακεδόνιος Ύπατος, ο Θεσσαλονικεύς,   (Tessalonica, 500 circa – Costantinopoli, dopo il 567), è stato un poeta greco antico.

## Biografia
Gli unici appigli cronologici per situare Macedonio sono dati dal fatto che le sue poesie vennero incluse nel 567 da Agazia nella sua raccolta di epigrammi contemporanei, il Kyklos. Sarebbe, dunque, vissuto nell'epoca di Giustiniano I (527-565).

Ulteriore notizia è data dalle rubriche dell'Antologia Palatina, in cui è definito Ύπατος, ossia un Ipato bizantino, quindi di nobile origine e di sicura rinomanza politica, come il contemporaneo Paolo Silenziario. 

## Epigrammi
Macedonio fu, oltre che politico, anche epigrammistaː di lui Agazia ha preservato 42 epigrammi, di raffinata fattura, anche se non vi sono presenti, sorprendentemente per l'epoca, elementi cristiani . Come Paolo, Macedonio ama i temi erotici, occupandosi soprattutto del topos della bellezza sfiorita e dell'amore languido ed estenuato, con numerose apostrofi ad Eros e alla Notte.